# Kanton Malicorne-sur-Sarthe
Kanton Malicorne-sur-Sarthe (fr. Canton de Malicorne-sur-Sarthe) je francouzský kanton v departementu Sarthe v regionu Pays de la Loire. Tvoří ho 11 obcí.

## Obce kantonu
- Arthezé
- Bousse
- Courcelles-la-Forêt
- Dureil
- Le Bailleul
- Ligron
- Malicorne-sur-Sarthe
- Mézeray
- Noyen-sur-Sarthe
- Saint-Jean-du-Bois
- Villaines-sous-Malicorne